# Ibade
Ibade (in greco antico: Ὑβάδαι?, Hybádai) era un demo dell'Attica. La sua collocazione è sconosciuta, ma si pensa che si trovasse a nord di Atene, vicino a Leuconoe.